# Marcenci
Marcenci va ser un oficial romà d'Orient del segle VI, actiu durant el regnat de l'emperador Justinià I (527-565). Apareix per primera vegada l'any 537 quan va comandar, al costat d'Alexandre i altres oficials, una unitat de 1.000 genets que havien abandonat Constantinoble per anar a Òtranto, Itàlia, per ajudar Belisari. Aquesta expedició està sota el comandament general de l'oficial Joan. Aquest destacament va arribar a Campània i després a Òstia amb subministraments per Roma, on va romandre fins a mitjans desembre del mateix any. 
Marcenci reapareix a les fonts a la dècada del 540, quan va assumir el càrrec de dux de Bizacena. No se sap quan va ser nomenat per a aquest càrrec, però se sap que ja estava al càrrec quan Guntaric es va rebel·lar a finals del 545. Es va refugiar a les illes de Bizacena i hi va romandre fins a principis del 546, quan el líder amazic Antales va abandonar Guntaric i va tornar a la lleialtat imperial. Més tard aquell any, quan Artàban va expulsar a Antales, Marcenci estava estacionat a Hadrumetum amb tropes lleialistes. 
A l'hivern del 546/547, Marcenci va participar a les campanyes del nou general Joan Troglita contra els rebels, i es diu que va participar en la victòria i el saqueig dels seus camps. Sota el seu comandament estaven els tribuns Lliberat i Uliteus. No se sap quin càrrec ocupava en aquesta època, però els autors de Prosopografia de l'Imperi Romà posterior suggereixen que encara podria haver ocupat el càrrec de dux de Bizacena, tot i que pel relat de Corip se sap que aquesta província estava governada en aquell moment per dos ducs  .